# 塩化モリブデン(VI)
塩化モリブデン(VI)（えんかモリブデン ろく、Molybdenum(VI) chloride）は、化学式MoCl6の無機化合物である。黒色の反磁性固体である。塩化タングステン(VI)のβ型で見られるような八面体構造を持つ。

## 合成と反応
塩化モリブデン(VI)は、六フッ化モリブデンに過剰量の三塩化ホウ素を反応させることで合成される。
MoF6  +  3 BCl3  →   MoCl6  +  3 BF2Cl
室温で不安定で、数日で完全に分解する。
2 MoCl6  →   [MoCl5]2  +  Cl2